# ソニー・ステフェンス
ソニー・ステフェンス（Sonny Stevens、1992年6月22日 - ）は、オランダ・ホールン出身のサッカー選手。OFIクレタ所属。ポジションはGK。